# Robert Pearlman
Robert Zane Pearlman, né le 14 janvier 1976 est un historien américain de l'espace et le fondateur et éditeur de collectSPACE (en), un site web consacré aux nouvelles et informations concernant l'exploration spatiale et les objets et souvenirs liés à l'espace, en particulier dans la culture populaire. Il contribue également à Space.com en tant que rédacteur.

## Biographie
Pearlman est né à Livingston, au New Jersey, mais considère West Orange, également au New Jersey, comme sa ville natale. Il a étudié l'astronomie, la physique et l'anglais à l'université du Maryland, à College Park, de 1994 à 1997.
En 1996, il a développé le site web faisant la promotion du premier roman de Buzz Aldrin, astronaute d'Apollo 11, Encounter with Tiber. De 1997 à 2003, Pearlman a d'abord été directeur de la communication, puis directeur du marketing de Space Adventures, la première société à réserver des vols à destination de la Station spatiale internationale à des participants financés par le secteur privé. Il a été producteur de communautés pour Space.com de 2000 à 2001. De 1998 à 2003, il a été l'animateur des webcasts de la Journée nationale de l'espace du Musée national de l'air et de l'espace. En 1999, il a fondé collectSPACE (en), une communauté en ligne et une ressource pour les passionnés d'histoire de l'espace.
Pearlman est membre du conseil d'administration de la fondation US Space Walk of Fame (en), siège au comité d'histoire de l'American Astronautical Society et au comité de nomination pour l'intronisation au temple de la renommée des astronautes américains. Il est directeur émérite de la National Space Society, et ancien président national des Students for the Exploration and Development and Space. Pearlman est également membre du conseil de direction de For All Moonkind (en).
En 2001, son travail sur collectSPACE a valu à Pearlman le prix du collectionneur de l'année décerné par l'Universal Autograph Collectors Club. En 2009, il a été intronisé au temple de la renommée du camp spatial américain, en partie pour son travail sur collectSPACE.